# Pittsboro (Carolina del Nord)
Pittsboro è una località degli Stati Uniti d'America, capoluogo della contea di Chatham, nello Stato della Carolina del Nord.